# Pee Dee Pride
Pee Dee Pride byl profesionální americký klub ledního hokeje, který sídlil ve Florence ve státě Jižní Karolína. V letech 1997–2005 působil v profesionální soutěži East Coast Hockey League. Prides ve své poslední sezóně v ECHL skončily v základní části. Své domácí zápasy odehrával v hale Florence Civic Center s kapacitou 7 526 diváků. Klubové barvy byly černá a červená.
Založen byl v roce 1997 po přestěhování týmu Knoxville Cherokees do Florence.

## Historické názvy
Zdroj: 
- 1997 – Pee Dee Pride
- 2003 – Florence Pride
- 2004 – Pee Dee Pride

## Přehled ligové účasti
Zdroj: 
- 1997–2003: East Coast Hockey League (Jihovýchodní divize)
- 2003–2004: East Coast Hockey League (Jižní divize)
- 2004–2005: East Coast Hockey League (Východní divize)